# Angluzelles-et-Courcelles

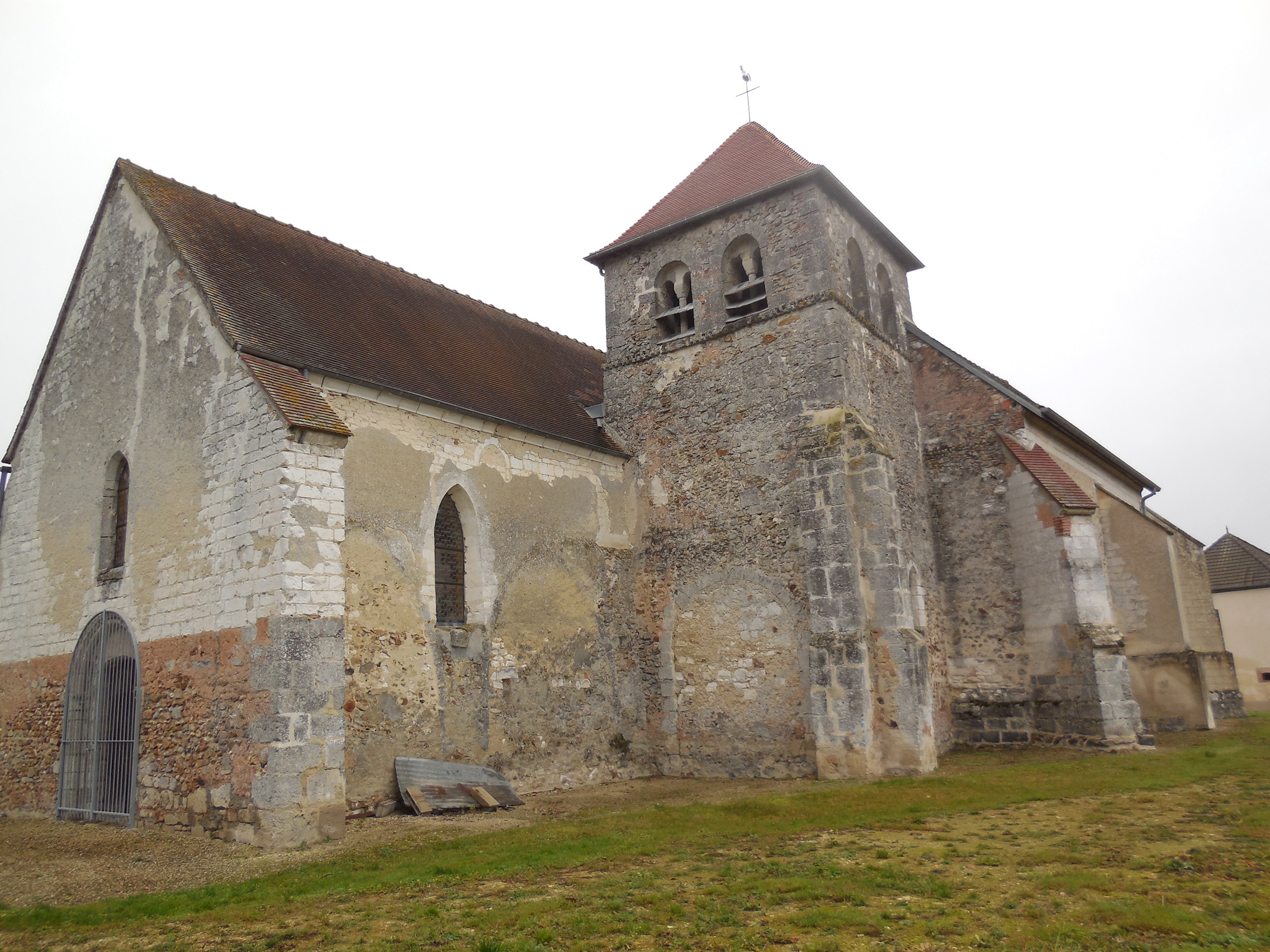
Kerk

Angluzelles-et-Courcelles is een gemeente in het Franse departement Marne (regio Grand Est) en telt 143 inwoners (1999). De plaats maakt deel uit van het arrondissement Épernay.

## Geografie
De oppervlakte van Angluzelles-et-Courcelles bedraagt 14,0 km², de bevolkingsdichtheid is 10,2 inwoners per km².
De onderstaande kaart toont de ligging van Angluzelles-et-Courcelles met de belangrijkste infrastructuur en aangrenzende gemeenten.

## Demografie
Onderstaande figuur toont het verloop van het inwonertal (bron: INSEE-tellingen).